# Magdalena Simmermacher
Magdalena Simmermacher (Buenos Aires, 23 de marzo de 1996) es una golfista profesional argentina que participa en el Ladies European Tour. Fue subcampeona en el Ladies Open de France 2020.

## Carrera amateur
Simmermacher nació en Buenos Aires, Argentina, siendo la tercera de cuatro hermanos y jugó golf desde los cuatro años. Jugó hockey sobre césped para un conocido club en Buenos Aires y representó a Argentina en el ADE en Sudáfrica en 2011, hasta que a la edad de 13 años decidió enfocarse en el golf. Ganó varios Campeonatos Nacionales entre 2012 y 2017, incluido el Ranking Nacional Argentino 2013-14. Representó a Argentina en tres Campeonatos Mundiales de Equipos Amateur, cuatro Campeonatos Sudamericanos Individuales y cinco 'Copa los Andes', siendo campeona en 2017.
Simmermacher jugó golf universitario en Old Dominion University en Norfolk, Virginia y se graduó en 2018 con una licenciatura en Negocios Internacionales y una especialización en Economía. Jugó en el equipo Old Dominion Lady Monarchs durante los cuatro años, ganando el premio a la estudiante de primer año del año 2014-15 y la jugadora del año de la Conferencia de EE. UU. 2017-18. Su equipo obtuvo el Campeonato de Conferencia de Estados Unidos en 2017.

## Carrera profesional
En marzo de 2019, Simmermacher se volvió profesional y se unió a LET Access Series. Jugó en los dos eventos duales LET/LETAS de la temporada y recibió una invitación para el evento LET Estrella Damm Mediterranean Ladies Open, donde terminó empatada en la 17.ª posición. La semana siguiente, estuvo cerca de asegurar su primera victoria profesional en la final de temporada de LETAS, la final de Road To La Largue, donde perdió un desempate ante Niina Liias de Finlandia. Terminó 2019 en el puesto 585 en el Ranking Mundial de Golf Femenino como la mejor golfista profesional argentina y novena en América Latina.
Simmermacher terminó en segundo lugar en Q-School para obtener el estatus completo para el Tour Europeo Femenino 2020. En el Lacoste Ladies Open de France, registró una ronda de 66 sin bogeys y la más baja de su carrera para terminar un récord personal en la T2, un golpe detrás de Julia Engström. Finalizó 2020 en el puesto 30 en la Orden del Mérito de la Costa del Sol y en el tercer lugar en el ranking de Novato del Año, detrás de Stephanie Kyriacou y Alice Hewson.
Simmermacher se clasificó para los Juegos Olímpicos de 2020 en Tokio, siendo la primera mujer argentina en lograrlo.

## Palmarés amateur (3)
- 2012: Campeonato Argentino Damas de Menores y Menores 15
- 2014: Campeonato Nacional por Golpes
- 2017: Campeonato Argentino de Aficionadas - Copa FiberCorp

## Participaciones en equipo
Amateur
- Trofeo Espirito Santo (representando a Argentina): 2014, 2016, 2018